# Paula Malia
Pour les articles homonymes, voir Malia.
Paula Malia est une actrice et chanteuse espagnole connue pour interpréter Teresa Díaz dans la série En Famille (2018). Elle à aussi interprété le personnage de Carmen dans la série de Netflix, Valeria (2020-2023).

## Biographie
Paula Malia a étudié l'art dramatique au Centre Supérieur d'Art Dramatique EOLIA de Barcelone. Actuellement, elle étudie à l'Institut du Théâtre de Barcelone.
En 2010, avec Paula Ribó et Bàrbara Mestanza, elle fonde le groupe de musique The Manzelles. Elles se sont fait connaître en jouant dans une publicité pour le recyclage de la Généralité de Catalogne.
Le groupe réalise deux albums Que se desnude otra (2012) et Totem (2014). En 2012, elles créent la compagnie de théâtre The Manzelles Teatre.
Elle a commencé sa carrière à la télévision dans l'émission de sketches sportifs Crakòvia, où elle a imité divers personnages, dont Pilar Blond.
En 2014, elle fait partie de la distribution de la série El Crac sur TV3. L'année suivante, elle fait une apparition dans la série La Riera, toujours sur TV3, où elle joue le rôle de Vanessa.
En 2016, elle est l'une des protagonistes de la deuxième saison de la série Cites, de TV3. Elle rejoint le casting aux côtés d'Alain Hernández, Artur Busquets, David Marcé et Àlex Maruny pour tenir le rôle d'Elena. Son personnage apparaît dans six épisodes de la série en tant que personnage récurrent.
En 2019, l'actrice rejoint la série originale de Netflix, Le Voisin, pour un personnage secondaire. En 2020 elle signe avec la même plateforme pour être l'un des rôles principaux de la série Valeria, dans le rôle de Carmen.
En 2023, elle participe à la deuxième saison du concours musical Eufòria en tant que coach. La même année elle joue le rôle d'Emily Webb dans la pièce La Nostra Ciutat au Teatre Lliure de Barcelone.

## Filmographie

### Télévision
| Año       | Título                          | Rol                | Canal   | Notas                        |
| --------- | ------------------------------- | ------------------ | ------- | ---------------------------- |
| 2013-2015 | Crackòvia                       | Divers personnages | TV3     | Rôle récurrent, 6 épisodes.  |
| 2014      | El crac                         | Eugènia            | TV3     | Rôle récurrent, 6 épisodes.  |
| 2015      | La Riera                        | Vanessa            | TV3     | 1 épisode                    |
| 2016      | Cites                           | Elena              | TV3     | Rôle récurrent, 6 épisodes.  |
| 2017      | La peluquería                   | Chica              | La 1    | 1 épisode                    |
| 2018      | Cançó per tu                    | Nuria              | TV3     | Téléfim                      |
| 2018      | Si je ne t'avais pas rencontrée | Clara              | TV3     | Rôle récurrent, 10 épisodes. |
| 2019      | En famille                      | Teresa             | TV3     | Rôle récurrent, 9 épisodes.  |
| 2019-2021 | Le Voisin                       | Alicia             | Netflix | Rôle récurrent, 8 épisodes.  |
| 2020-2023 | Valeria                         | Carmen             | Netflix | Rôle récurrent, 24 épisodes. |
| 2021      | L'última nit del Karaoke        | Gemma y Anna       | TV3     | Rôle récurrent, 10 épisodes. |

### Cinéma
| An   | Titre                                 | Rôle         | Directeur          |
| ---- | ------------------------------------- | ------------ | ------------------ |
| 2011 | Animals                               | Mar          | Marçal Forés       |
| 2012 | Los inocentes                         | Inés         | Carlos Alonso-Ojea |
| 2019 | Une catastrophe n'arrive jamais seule | Débora Vélez | Patricia Font      |
| 2021 | Fou de toi                            | Laura        | Dani du Mandat     |

### Théâtre
| An        | Titre                        | Directeur                   | Théâtre                         |
| --------- | ---------------------------- | --------------------------- | ------------------------------- |
| 2012      | The experiment               | The Mamzelles Et Àlex Mañas | Teatre Lliure                   |
| 2012-2013 | My sweet country             | Àlex Mañas                  | Théâtre Poliorama               |
| 2013      | Orgia                        | The Mamzelles Et Àlex Mañas | Teatre Lliure                   |
| 2014      | Safari Pitarra               | Jordi Oriol                 | Teatre National de la Catalogne |
| 2018      | L'importance d'être Constant | David Forêts                | Teatre National de la Catalogne |
| 2019      | Jacuzzi                      | Marc Rosich                 | Salle Flyhard                   |
| 2021      | Sota La neu                  | Anna Llopart                | Salle Beckett                   |